# Dint' 'o core/'E lassame
Dint' 'o core/'E lassame, pubblicato nel 1962, è un singolo del cantante italiano Mario Trevi

## Storia
Il disco presenta due brani inediti di Mario Trevi.

## Tracce
Lato A
- Dint' 'o core (Gaiano)

Lato B
- 'E lassame (De Mura-De Angelis-Gigante)

## Incisioni
Il singolo fu inciso su 45 giri, con marchio Durium- serie Royal (QCA 1247).
Direzione arrangiamenti: M° Eduardo Alfieri.